# Acronicta protensa
Acronicta protensa är en fjärilsart som beskrevs av Barend J. Lempke 1964. Acronicta protensa ingår i släktet Acronicta och familjen nattflyn. Inga underarter finns listade i Catalogue of Life.